# Vincenzo Gamna
Vincenzo Gamna (Casalgrasso, 10 aprile 1925 – Carignano, 31 gennaio 2016) è stato un regista e sceneggiatore italiano.

## Biografia
Ha lavorato nel cinema, in teatro e in trasmissioni Rai. Fondatore del Progetto Cantoregi, Vincenzo Gamna fu ideatore e direttore artistico della rassegna teatrale La Fabbrica delle Idee - Racconigi Festival. I suoi film più famosi sono La vita provvisoria e Il pane che non muore, scritto insieme al poeta Gian Piero Bona, che vinse nel 1954 il premio Rododendro di bronzo al Trento Film Festival, la rassegna internazionale di cinema dedicata ai temi della montagna, dell’avventura e dell’esplorazione. Diresse nel 1978 e 1979 Made in England e Douce France, cicli di inchieste internazionali condotte dal giornalista Enzo Biagi.
Morì a Carignano in provincia di Torino, all'età di 90 anni. I funerali vennero celebrati in forma solenne nel Duomo di Carignano.

## Filmografia

### Assistente tecnico
- La notte del grande assalto, regia di Giuseppe Maria Scotese (1959)
- Giuditta e Oloferne, regia di Fernando Cerchio (1959)
- Il peccato degli anni verdi, regia di Leopoldo Trieste (1960)

### Regista e sceneggiatore
- Campioni di provincia – cortometraggio (1958)
- Un flauto in paradiso – cortometraggio (1958)
- Le signorine settembre – cortometraggio (1960)
- Giovedì: passeggiata – cortometraggio (1961)
- La vita provvisoria (1962)

### Sceneggiatore
- Il piccolo vetraio, regia di Giorgio Capitani (1955)